# Rayieria
Rayieria is een geslacht van wantsen uit de familie van de Miridae (Blindwantsen). Het geslacht werd voor het eerst wetenschappelijk beschreven door Odhiambo in 1962.

## Soorten
Het genus bevat de volgende soorten:

- Rayieria acaciae Namyatova & Cassis, 2013
- Rayieria albaornata Namyatova & Cassis, 2013
- Rayieria basifer (Walker, 1873)
- Rayieria braconoides (Walker, 1873)
- Rayieria decorata Namyatova & Cassis, 2013
- Rayieria frontalis Namyatova & Cassis, 2013
- Rayieria gearyi Namyatova & Cassis, 2013
- Rayieria grandiocula Namyatova & Cassis, 2013
- Rayieria kennedyi Namyatova & Cassis, 2013
- Rayieria minuta Namyatova & Cassis, 2013
- Rayieria queenslandica Namyatova & Cassis, 2013
- Rayieria rubranigra Namyatova & Cassis, 2013
- Rayieria tumidiceps (Horvath, 1902)